# Bradley Stryker
 (janvier 2016).
Si vous disposez d'ouvrages ou d'articles de référence ou si vous connaissez des sites web de qualité traitant du thème abordé ici, merci de compléter l'article en donnant les références utiles à sa vérifiabilité et en les liant à la section « Notes et références ».
Bradley Stryker est un acteur, réalisateur, producteur et scénariste américain, né le 29 juin 1977 à Eugene (Oregon).

## Filmographie

### En tant qu'acteur

#### Cinéma
- 2001 : Final Scream de David DeCoteau : Patrick
- 2002 : Les Loups de Wall Street de David DeCoteau : Kennison
- 2003 : Bruce tout-puissant de Tom Shadyac : un collégien
- 2006 : Le Trésor de Tillamook de Jane Beaumont Hall : Tom
- 2006 : 110% de Dan Golden : Mr. Jennings
- 2010 : Tomorrow's Love de Arun Fryer : Thomas Moroe (court-métrage)
- 2010 : A Weekend to Remember de J.B. Sugar : Brian Taylor (court-métrage)
- 2010 : Cyburia de Arun Fryer : Joseph (court-métrage)
- 2011 : Faire un film comme Spike de Jamil Walker Smith : Chuck
- 2012 : Unexpected Guest de lui-même : Hank (court-métrage)
- 2013 : Found de lui-même : Jonathan (court-métrage)
- 2014 : The Extendables de Brian Thompson : l'électricien
- 2016 : Land of Smiles de lui-même : Dale
- 2016 : Nightfire de Brando Benetton : George Williams (court-métrage)
- 2017 : Drone de Jason Bourque : Ted Little
- 2017 : Max 2: White House Hero de Brian Levant : Chef Coop
- 2017 : Tumbili de Brando Benetton : le gardien
- 2019 : Sang Froid de Hans Petter Moland : Limbo
- 2019 : La Buena de Troy Mundle et Chad Riley : Snake (court-métrage)
- 2019 : Get Gone de Michael Thomas Daniel : Grant
- 2019 : Daughter de Anthony Shim : Joe
- 2020 : Cake Day de Phillip Thomas : Blair
- 2020 : L'un des nôtres de Thomas Bezucha : Sheriff Nevelson
- 2021 : 13th Round de Michael Trainor : Anton Middleton (court-métrage)
- 2021 : Who Is Christmas de Christina Faith : Mike Slaton
- 2022 : Crawlspace de L. Gustavo Cooper : Sterling
- 2022 : Wifelike de James Bird : Jason Wilkes
- 2022 : Sheltering Season de lui-même : Brooklyn
- 2022 : Jeu dangereux, héritage meurtrier de Sean McNamara : Burnham
- 2023 : Magazine Dreams de Elijah Bynum : Ken Donaghue
- 2023 : Disquiet de Michael Winnick : un homme
- 2023 : Mercy de Tony Dean Smith : Mick
- 2023 : Vindicta de Sean McNamara : Vinny
- 2023 : Defining Moments de Michael Trainor : Brian
- 2024 : The Greatest Ever de Steve Grimaldi : Alex Walters
- 2024 : The Order de Justin Kurzel : Sam Stinson
- 2024 : Terrifier 3 de Damien Leone : Eddie
- 2024 : Get Fast de James Clayton : Punk

#### Télévision

##### Téléfilms
- 2001 : The Brotherhood : Le Pacte : Devon Eisley
- 2007 : Termination Point : Van Elden
- 2008 : To Love and Die : Officier Harve
- 2013 : La Femme la plus recherchée d'Amérique : un homme
- 2014 : 86 My Life : Brian
- 2017 : Witness Protection : Davis
- 2019 : A Prescription for Murder : Clayton Morrel
- 2019 : Killer Sentence : Clayton Morrel
- 2020 : L'Île aux mystères : Quand le passé nous rattrape : Bob le barista
- 2020 : L'Île aux mystères : L'Affaire des émeraudes : Bob le barista
- 2020 : Love, Lights, Hanukkah! : Eddie
- 2020 : L'Île aux mystères : Le voilier maudit : Bob le barista
- 2021 : Crossword Mysteries: Terminal Descent : Eric Ogden
- 2021 : The Long Island Serial Killer: A Mother's Hunt for Justice : Joe Brewer
- 2022 : Let's Get Physical : Marty Macintosh
- 2023 : Comment j’ai démasqué un serial killer : Wilson
- 2024 : Ma mère, mon enfer : Erik

##### Séries télévisées
- 2001 : Associées pour la loi : Eddie Mendoza (saison 2, épisodes 19 et 22)
- 2001 : Les Associées : Arno (épisode 19)
- 2001 : Hôpital central : le chef d'orchestre (2 épisodes)
- 2002 : That '80s Show : un client (épisode 12)
- 2002 : La Vie avant tout : Franky (saison 3, épisode 2)
- 2003 : Angel : la structure de vampire (saison 4, épisode 20)
- 2003 : Preuve à l'appui : Jack (saison 2, épisode 21)
- 2003 : Newport Beach : Trey Atwood (saison 1, épisodes 1 et 11)
- 2004 : Arrested Development : un homme (2 épisodes)
- 2004 : Les Experts : Manhattan : Jason (saison 1, épisode 10)
- 2004 : Las Vegas : Eric Nesteranko (saison 2, épisode 18)
- 2004 : Cold Case : Affaires classées : Joe Young (saison 2, épisode 20)
- 2005 : Just Legal : Kem Hunt (épisode 1)
- 2006 : Windfall : Colin Evett (3 épisodes)
- 2009 : Supernatural : Oncle Ted (saison 4, épisode 11)
- 2009 : Stargate Universe : Curtis (saison 1, 3 épisodes)
- 2010 : Psych : Enquêteur malgré lui : Stu Crawford (saison 4, épisode 11)
- 2010-2011 : Smallville : un tireur d'élite (saison 10, épisodes 2 et 12)
- 2012 : Arctic Air : Wade (saison 1, épisode 3)
- 2012 : Fringe : Rick (saison 4, épisode 19)
- 2012 : True Justice : Leka (saison 2, 3 épisodes)
- 2013 : Red Widow : Wallace (épisode 4)
- 2013 : Unforgettable : Greg (saison 2, épisode 13)
- 2015 : Supernatural : Tony (saison 10, épisode 10)
- 2015 : The Lizzie Borden Chronicles : Skipjack (récurrent)
- 2016 : iZombie : Kenny (saison 2, 3 épisodes)
- 2017 : Les 100 : Baylis (saison 4, épisodes 7 et 8)
- 2017 : The Arrangement : Bryson (saison 1, épisode 6)
- 2017-2018 : Chesapeake Shores : John Rawl  (récurrent, saisons 2 et 3)
- 2017-2018 : Damnation : Tanner (récurrent)
- 2018 : Le Détenu : Jack
- 2019 : Heartland : Tony (saison 12, épisode 6)
- 2019 : The Murders : Bo Townsend (épisode 4)
- 2019 : The InBetween : Bruno Legato (épisode 8)
- 2019 : Van Helsing : Matty (saison 4, épisode 6)
- 2019 : Arrow : Vincent (saison 8, épisode 6)
- 2019 : Perdus dans l'espace : BK Hapgood (saison 2, épisode 4 et 6)
- 2020 : Altered Carbon : l'homme louche (saison 2, épisode 1)
- 2020 : Motherland: Fort Salem : orateur de la Camarilla (saison 1, épisode 10)
- 2020 : American Tourist: Nightmare in Thailand : Dale
- 2021 : New York, unité spéciale : Jimmy Gunn (saison 22, épisode 8)
- 2022 : Animal Kingdom : Lance Finnigan (saison 6, épisode 10)
- 2022 : Devil in Ohio : Sheriff Wilkins (récurrent)
- 2022 : FBI : Eric Ward (saison 5, épisode 8)
- 2024 : Tracker : Tom Tozer (saison 1, épisode 3)
- 2024 : 9-1-1 : Lone Star : Sergent Andrew Foster (saison 5, épisode 1)
- 2025 : Allegiance : Harmon Savona (saison 2, épisode 3)

### En tant que réalisateur
| Année | Film                                    | Format          |
| ----- | --------------------------------------- | --------------- |
| 2012  | Dog People                              | Court-métrage   |
| 2012  | Ranger Charlie                          | Court-métrage   |
| 2012  | Unexpected Guest                        | Court-métrage   |
| 2013  | Found                                   | Court-métrage   |
| 2016  | Land of Smiles                          | Long-métrage    |
| 2019  | Fatted Calf                             | Court-métrage   |
| 2020  | American Tourist: Nightmare in Thailand | Série télévisée |
| 2022  | Sheltering Season                       | Long-métrage    |

### En tant que scénariste
| Année | Film                                    | Format          |
| ----- | --------------------------------------- | --------------- |
| 2010  | A Weekend to Remember                   | Court-métrage   |
| 2012  | Ranger Charlie                          | Court-métrage   |
| 2012  | Unexpected Guest                        | Court-métrage   |
| 2013  | Found                                   | Court-métrage   |
| 2016  | Land of Smiles                          | Long-métrage    |
| 2019  | Fatted Calf                             | Court-métrage   |
| 2020  | American Tourist: Nightmare in Thailand | Série télévisée |
| 2022  | Sheltering Season                       | Long-métrage    |
| 2023  | Defining Moments                        | Court-métrage   |